# Sterrhurus zeloticus
Sterrhurus zeloticus är en plattmaskart. Sterrhurus zeloticus ingår i släktet Sterrhurus och familjen Hemiuridae. Inga underarter finns listade i Catalogue of Life.